# Ālpāvet
Ālpāvet (persiska: آلپاوت, Ālpāvīt, آلپاویت) är en ort i Iran.   Den ligger i provinsen Östazarbaijan, i den nordvästra delen av landet, 500 km nordväst om huvudstaden Teheran. Ālpāvet ligger 1 344 meter över havet och antalet invånare är 122.
Terrängen runt Ālpāvet är huvudsakligen kuperad, men söderut är den bergig.Runt Ālpāvet är det ganska glesbefolkat, med 29 invånare per kvadratkilometer. Närmaste större samhälle är Ahar, 9,1 km nordväst om Ālpāvet. Trakten runt Ālpāvet består i huvudsak av gräsmarker.